# NGC 3952
NGC 3952 = IC 2972 ist eine irreguläre Galaxie vom Hubble-Typ IBm im Sternbild Jungfrau an der Ekliptik. Sie ist schätzungsweise 65 Millionen Lichtjahre von der Milchstraße entfernt.
Das Objekt wurde am 11. März 1787 von dem deutsch-britischen Astronomen Wilhelm Herschel entdeckt.

## NGC 3952-Gruppe (LGG 257)
| Galaxie   | Alternativname | Entfernung/Mio. Lj |
| --------- | -------------- | ------------------ |
| NGC 3952  | PGC 37285      | 65                 |
| IC 2963   | PGC 36933      | 69                 |
| PGC 37202 | UGCA 249       |                    |
| PGC 37238 | MCG -01-30-043 |                    |